# Assif Ahansal
Pour les articles homonymes, voir Ahansal.
L’Oued Ahansal  ( berbère : Assif Ahansal  ) est un cours d'eau marocain. C'est le principal affluent de Oued El Abid. Son bassin se situe dans les provinces d'Azilal et, en extrême amont, dans la province de Midelt. Il prend sa source dans le Haut Atlas oriental, près de Imilchil, et conflue avec l'Oued El Abid à Bin el Ouidane .